# کیشی قوس‌قوپا
کیشی قوس‌قوپا (انگلیسی: Kishi Koskopa) یک دریاچه در استان قوستانای کشور قزاقستان است.